# پروتئین ۲ ریخت‌زایی استخوان
پروتئین ۲ ریخت‌زایی استخوان (انگلیسی: Bone morphogenetic protein 2) یک پروتئین است که در انسان توسط ژن «BMP2» کُدگذاری می‌شود.
این پروتئین عضوی از خانوادهٔ فاکتور رشد تغییردهنده بتا است. پروتئین‌های ریخت‌زایی استخوان قادرند رشد و تکامل غضروف و استخوان را تحریک کنند. این پروتئین در تمایز سلولی استئوبلاست‌ها، تمایز سلول‌های قلبی، تعاملات شیمیایی میان گیرنده‌های سیتوکین و همچنین گذار اپیتلیال-مزانشیمی نقش دارد.
پروتئین ۲ ریخت‌زایی استخوان احتمالاً در ایجاد چربی سفید نقش دارد و اثرات متابولیک دارد.

## اهمیت بالینی
پروتئین ۲ ریخت‌زایی استخوان تولید استخوان را تحریک می‌کند. یک نوع نوترکیب از این پروتئین (rhBMP-2) جهت مصارف ارتوپدیک در ایالات متحده آمریکا در دسترس است. کاشت این مادهٔ شیمیایی توسط حامل‌های بیومتریال مختلفی نظیر سرامیک، فلزات، پلیمر و کامپوزیت انجام می‌شود. علاوه بر مصارف ارتوپدی همچون جوش دادن ستون مهره‌ها، این پروتئین نوترکیب در دندان‌پزشکی هم استفاده می‌شود. البته در یک گزارش پژوهشی که در سال ۲۰۱۱ منتشر شد، استفاده از این ماده در جراحی‌های جوش‌دادن مهره‌ها با عوارض شدید و متعددی همراه بوده‌است.

## برای مطالعهٔ بیشتر
- Nickel J, Dreyer MK, Kirsch T, Sebald W (2001). "The crystal structure of the BMP-2:BMPR-IA complex and the generation of BMP-2 antagonists". J Bone Joint Surg Am. 83-A Suppl 1 (Pt 1): S7–14. PMID 11263668.
- Kawamura C, Kizaki M, Ikeda Y (2002). "Bone morphogenetic protein (BMP)-2 induces apoptosis in human myeloma cells". Leuk. Lymphoma. 43 (3): 635–9. doi:10.1080/10428190290012182. PMID 12002771. S2CID 42810021.
- Marie PJ, Debiais F, Haÿ E (2002). "Regulation of human cranial osteoblast phenotype by FGF-2, FGFR-2 and BMP-2 signaling". Histol. Histopathol. 17 (3): 877–85. doi:10.14670/HH-17.877. PMID 12168799.